# Irmãos Horten
Dr. Walter Horten (Alemanha, 13 de Novembro de 1913 - Baden-Baden, Alemanha, 9 de Dezembro de 1998) e Dr. Reimar Horten (Alemanha, 2 de Março de 1915 - Villa General Belgrano, Argentina, 14 de Março de 1994) conhecidos como "irmãos Horten" eram entusiastas da aeronáutica. Criadores de um dos mais sofisticados aviões da II Guerra Mundial: a "asa voadora".

## Biografia

### Vidas adiantadas

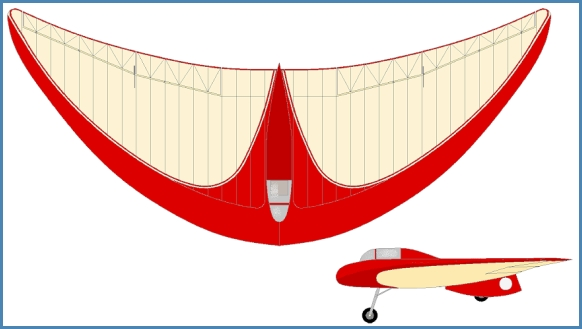
Planador Horten Parabel (1938).

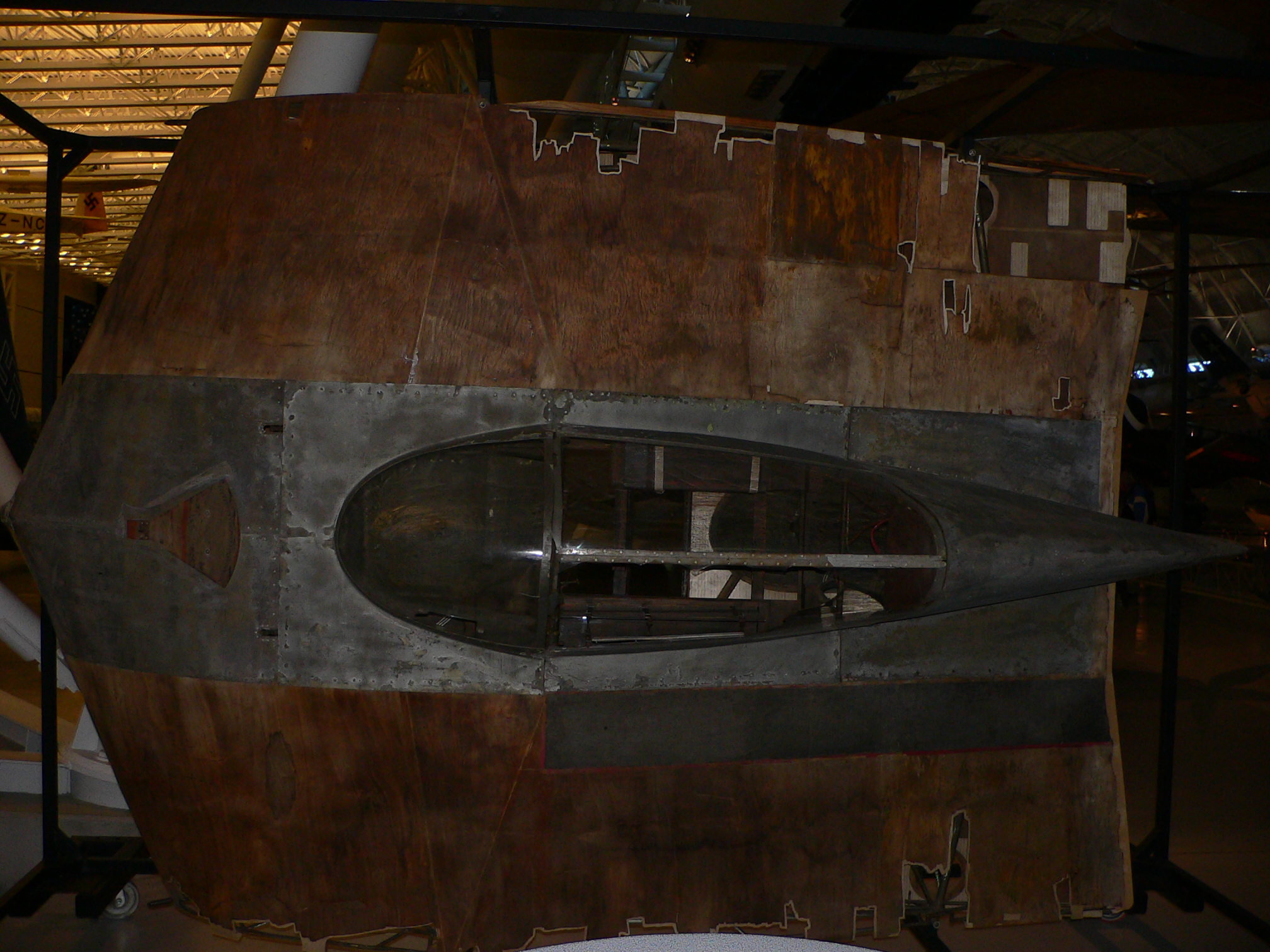
Horten Ho III.

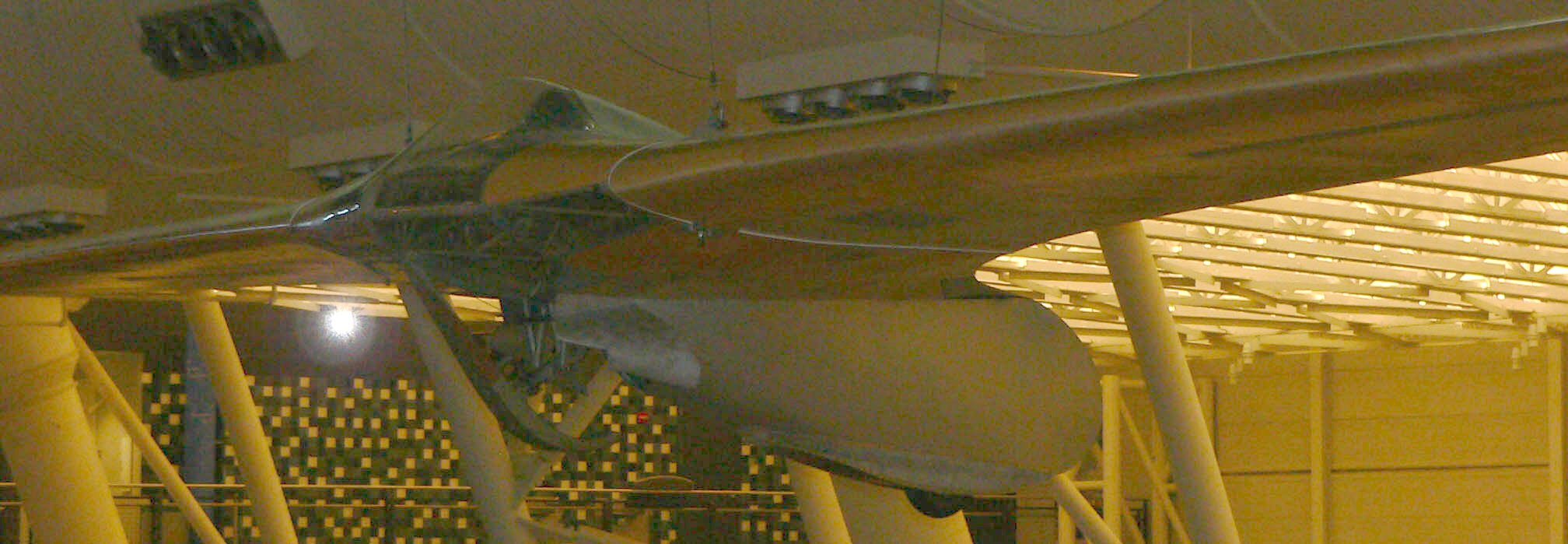
Horten Ho VI.

No período entre guerras o Tratado de Versalhes limitou a construção de aviões militares pela Alemanha. Em resposta, militares alemães passaram a voar de forma semi-clandestina, tomando a forma de "clubes" civis, onde os alunos formados em planadores sob a supervisão de pilotos veteranos dispensados após a I Guerra Mundial. As determinações de Versalhes tratavam de aeronaves motorizadas, mas não citavam os planadores (com os avanços da aviação motorizada o voo planado fora praticamente esquecido). Os irmãos Horten, então adolescentes, envolveram-se em tais clubes de voo.
Este retorno para o ensino dos fundamentos básicos do voo, e uma admiração pelo inovador projetista alemão Dr. Alexander Lippisch, levou os Hortens para além da concepção dominante das tendências das décadas de 1920 e 1930, e em direção a experimentação de aeronaves alternativas. Em seguida, encheram a  casa  de seus pais com modelos de planadores em madeira. O primeiro "planador Horten" voou em 1933, quando os dois irmãos estavam ainda em sua adolescência.
Os planadores Horten eram extremamente simples e aerodinâmicos, geralmente constituídos por uma enorme, asa de albatroz com um minúsculo casulo na fuselagem. Mas a grande vantagem deste desenho dos Horten  foi o arrasto extremamente baixo. Este foi o caminho para  alcançar velocidades elevadas.

### II Guerra Mundial

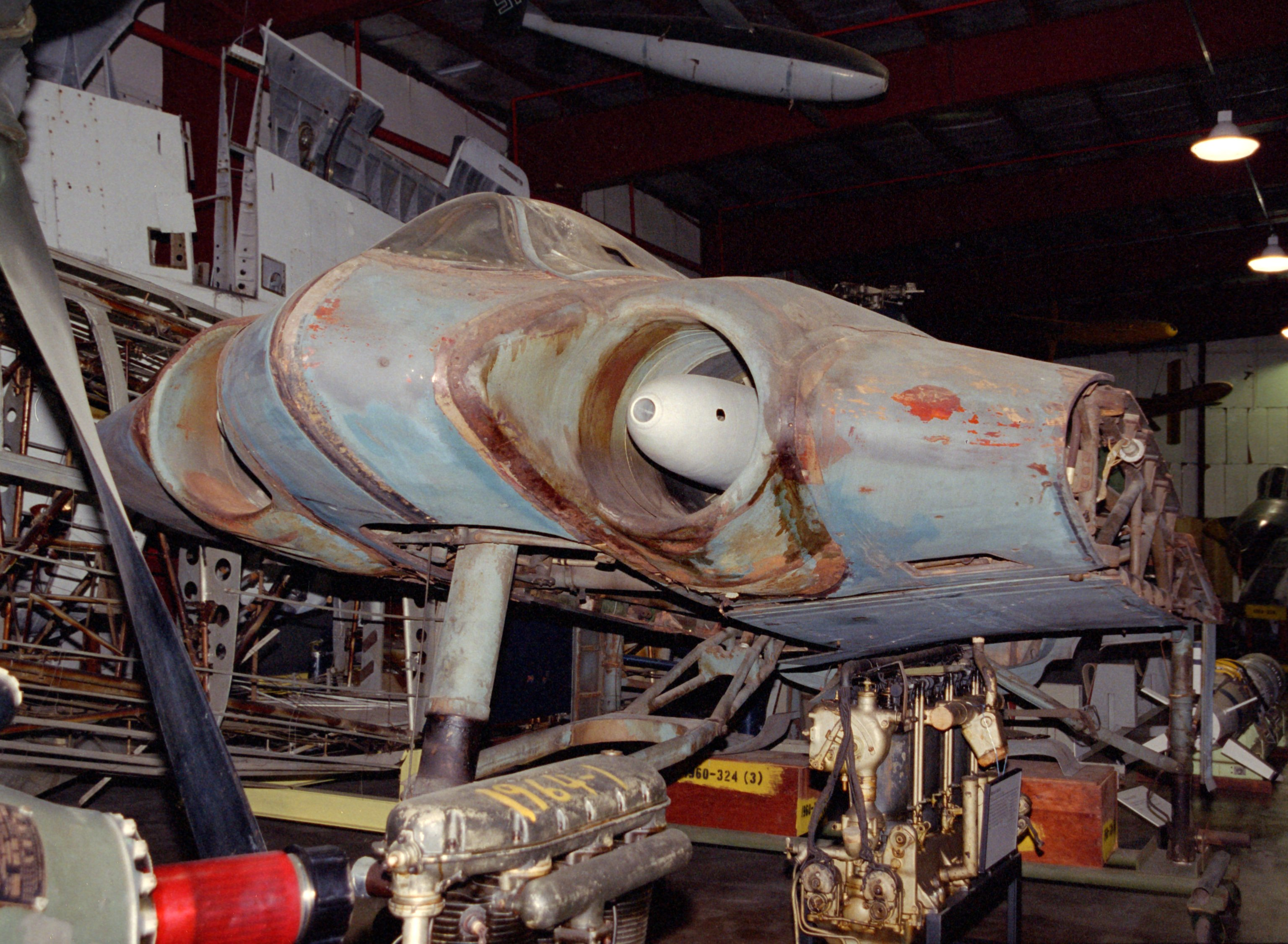
Horten Ho IX visto pela frente…

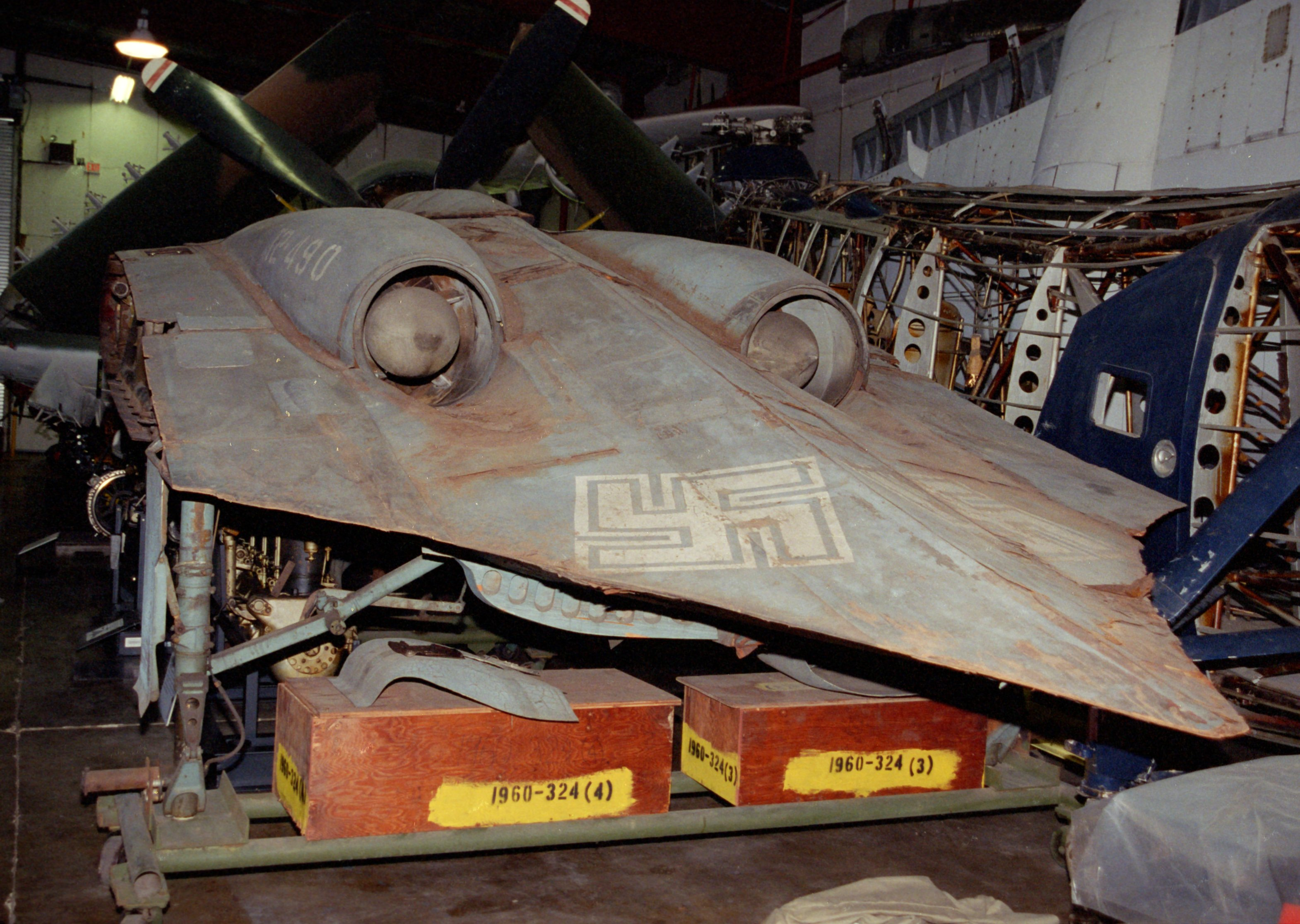
…e por trás.

Em 1939, com Adolf Hitler no poder e com Tratado de Versalhes sem  efeito, Walter e Reimar haviam entrado na Luftwaffe como pilotos (o terceiro irmão, Wolfram, foi morto a bordo de um bombardeiro Heinkel He 111 durante a Batalha de Dunquerque). Eram considerados como consultores de projetos, apesar da comunidade aeronáutica alemã tender a não reconhecer os Hortens como parte da elite cultural.
Em 1937, o Hortens começaram a usar o motores em seus aviões, com a estreia do bimotor Ho VII (um planador que anteriormente era rebocado por uma mula). A Luftwaffe, porém, não usou muitos dos seus projetos até 1942, quando uma de suas aeronaves foi equipada com turbinas a jato, concebendo um  bombardeiro, designado Horten Ho IX.
Garantir o uso de turbojatos  foi difícil para a Alemanha, como outros projetos desenvolvidos tinham maior prioridade devido ao esforço de guerra. Embora o turbojato usado no Ho IX V2 quase atingiu uma então espantosa velocidade de 500 mph em ensaios, o projeto foi dado a empresa com menor tecnologia em aviões, a Gothaer Waggonfabrik, e desenvolvido como o Horten Ho 229 (às vezes, erroneamente chamado Gotha Go 229).
O Ho 229 foi um caça a jato com um grande potencial, mas chegou demasiado tarde para o serviço. Outro avançado projeto dos Horten na década de 1940 foi o supersônico Delta-Ho X, concebido como um caça híbrido turbojato/foguete com uma velocidade máxima de Mach 1,4, mas apenas testado como planador (Horten Ho-XIII).

### Pós-guerra
Após o término da guerra, Reimar Horten emigrou para a Argentina, onde continuou projetar e construir planadores e uma asa voadora bimotor de transporte, projeto que não foi bem sucedido comercialmente. Walter permaneceu na Alemanha e no pós-guerra tornou-se um oficial da Força Aérea Alemã (a nova Luftwaffe). Reimar morreu em seu rancho na Argentina em 1994, enquanto Walter morreu na Alemanha em 1998.
No final dos anos 40, o pessoal do Projeto Sign, da força aérea americana considerou seriamente a possibilidade de que os objetos voadores não identificados poderiam ter sido aviões fabricados secretamente pela URSS baseados em desenhos dos Hortens.
Exemplares não restaurados do Horten Horten III e planador VI são exibidos no Steven F. Udvar-Hazy Center e na Museu do Ar e Espaço (NASM), em Washington. Dois planadores Horten construídos na Argentina podem ser vistos no Museu Nacional de Aeronáutica localizada na MORON a poucos quilômetros a oeste de Buenos Aires. O  Ho 229 V3 levado para os EUA como parte da Operação Paperclip para avaliação está em armazenagem no NASM aguardando possível restauração, e um exemplar do planador Horten IV está localizado no museu Planes of Fame em Chino, Califórnia. Um Horten IV restaurado também está em exposição no Deutsches Museum em Munique.